# Ernst Schnaitmann
Ernst Schnaitmann (* 29. Januar 1915; † Mai 1981) war ein deutscher Fußballtorwart und Fußballfunktionär.
Schnaitmann spielte in der Saison 1935/36 erstmals für den VfB Stuttgart in der Gauliga Württemberg. Im darauf folgenden Jahr wurde er mit dem VfB württembergischer Meister und qualifizierte sich damit für die Endrunde zur deutschen Meisterschaft 1937, bei der man den 3. Platz belegte.
1938 und 1942 wurde der VfB um Ernst Schnaitmann erneut Meister der württembergischen Gauliga. Erfolge auf Reichsebene blieben jedoch aus.
Nach Ende des Zweiten Weltkriegs war Schnaitmann zusammen mit VfB-Präsident Fritz Walter einer der Protagonisten, die zur Gründung der Oberliga Süd beitrugen. Er selbst war noch bis 1947/48 als Ersatztorhüter hinter Otto Schmid im Oberligakader der Schwaben und bestritt hierbei zwei Oberligaspiele.
Ernst Schnaitmann war in der Folge Spielausschussvorsitzender des VfB Stuttgart und ab 1963 als 5. Vorsitzender auch im Vorstand des Vereins. Nachdem Fritz Walter an der Führungsspitze des Vereins durch Hans Weitpert abgelöst wurde, verlor auch Schnaitmann seinen Posten, den er in einer Kampfabstimmung an Robert Schlienz abtreten musste.